# 教父之祖
《教父之祖》（英語：Lucky Luciano）是一部1973年的意大利、法國和美國合拍的犯罪電影，由法蘭西斯科·羅西執導。主演有賈恩·馬里亞·華龍泰及文森特·加迪尼亞。本片於第66屆坎城影展作為坎城經典環節的一部份。

## 演員
- 賈恩·馬里亞·華龍泰（英语：Gian Maria Volontè） 飾 查理·盧西安諾
- 文森特·加迪尼亞（英语：Vincent Gardenia） 飾 Colonel Charles Poletti
- 西爾維斯特·布拉茜（英语：Silverio Blasi） 飾 Italian Captain
- 查理斯·喬菲（英语：Charles Cioffi） 飾 維多·吉諾維斯
- 拉里·蓋茨（英语：Larry Gates） 飾 Judge Herlands
- Karin Petersen 飾 Igea Lissoni
- 艾德蒙·奧布萊恩 飾 哈利·J·安斯林格（英语：Harry J. Anslinger）
- 查爾斯·J·席拉古沙（英语：Charles J. Siragusa） 飾 他自己
- 洛·史德加 飾 Gene Giannini

## 外部連結
- 互联网电影数据库（IMDb）上《教父之祖》的资料（英文）